# Annia Cornificia Faustina minore
Annia Cornificia Faustina Minore (Roma, 160 – 213) è stata una figlia dell'imperatore Marco Aurelio e di sua moglie Faustina Minore. Fu pertanto nipote di Antonino Pio e Faustina Maggiore.
Ebbe il nome di sua zia Cornificia, sorella di Marco Aurelio. Nel 190 o 191, il suo primo marito, suo figlio fu implicato in una congiura contro lo zio Commodo, assieme all'altra sorella, Lucilla, e venne da questo giustiziato.
Ultima figlia rimasta di Marco, assieme a Fadilla, durante la dinastia severiana e, secondo Cassio Dione, venne condannata da Caracalla al suicidio per aver pianto Geta, e morì tagliandosi le vene, nel 213. Qualcuno sostiene che ebbe anche una relazione con Pertinace.

## Ascendenza
|                                  |                            |                          | Genitori                           |  |  | Nonni |  |  | Bisnonni                 |  |  | Trisnonni              |  |
|                                  |                            |                          |                                    |  |  |       |  |  | Console Marco Annio Vero |  |  | Marco Annio Vero Minor |  |
|                                  |                            |                          |                                    |  |  |       |  |  | Console Marco Annio Vero |  |  | Marco Annio Vero Minor |  |
|                                  |                            | …                        |                                    |  |  |       |  |  | Console Marco Annio Vero |  |  |                        |  |
| Pretore Marco Annio Vero         |                            |                          |                                    |  |  |       |  |  | Console Marco Annio Vero |  |  |                        |  |
|                                  |                            | Rupilia Faustina         | Lucio Scribonio Rupilio Frugi Bono |  |  |       |  |  |                          |  |  |                        |  |
|                                  |                            | Rupilia Faustina         | Lucio Scribonio Rupilio Frugi Bono |  |  |       |  |  |                          |  |  |                        |  |
|                                  |                            | Rupilia Faustina         | Salonina Matidia                   |  |  |       |  |  |                          |  |  |                        |  |
| Marco Aurelio, imperatore romano |                            | Rupilia Faustina         |                                    |  |  |       |  |  |                          |  |  |                        |  |
|                                  |                            | Tullio Domizio Calvisio  | …                                  |  |  |       |  |  |                          |  |  |                        |  |
|                                  |                            | Tullio Domizio Calvisio  | …                                  |  |  |       |  |  |                          |  |  |                        |  |
|                                  |                            | Tullio Domizio Calvisio  | …                                  |  |  |       |  |  |                          |  |  |                        |  |
| Domizia Lucilla                  |                            | Tullio Domizio Calvisio  |                                    |  |  |       |  |  |                          |  |  |                        |  |
|                                  |                            | Domitia Lucilla Maggiore | …                                  |  |  |       |  |  |                          |  |  |                        |  |
|                                  |                            | Domitia Lucilla Maggiore | …                                  |  |  |       |  |  |                          |  |  |                        |  |
|                                  |                            | Domitia Lucilla Maggiore | …                                  |  |  |       |  |  |                          |  |  |                        |  |
| Annia Cornificia Faustina minore |                            | Domitia Lucilla Maggiore |                                    |  |  |       |  |  |                          |  |  |                        |  |
|                                  | Console Tito Aurelio Fulvo | …                        |                                    |  |  |       |  |  |                          |  |  |                        |  |
|                                  | Console Tito Aurelio Fulvo | …                        |                                    |  |  |       |  |  |                          |  |  |                        |  |
|                                  | Console Tito Aurelio Fulvo | …                        |                                    |  |  |       |  |  |                          |  |  |                        |  |
| Antonino Pio, imperatore romano  | Console Tito Aurelio Fulvo |                          |                                    |  |  |       |  |  |                          |  |  |                        |  |
|                                  |                            | Arria Fadilla            | …                                  |  |  |       |  |  |                          |  |  |                        |  |
|                                  |                            | Arria Fadilla            | …                                  |  |  |       |  |  |                          |  |  |                        |  |
|                                  |                            | Arria Fadilla            | …                                  |  |  |       |  |  |                          |  |  |                        |  |
| Faustina Minore                  |                            | Arria Fadilla            |                                    |  |  |       |  |  |                          |  |  |                        |  |
|                                  |                            | Console Marco Annio Vero | Marco Annio Vero Minor             |  |  |       |  |  |                          |  |  |                        |  |
|                                  |                            | Console Marco Annio Vero | Marco Annio Vero Minor             |  |  |       |  |  |                          |  |  |                        |  |
|                                  |                            | Console Marco Annio Vero | …                                  |  |  |       |  |  |                          |  |  |                        |  |
| Faustina Maggiore                |                            | Console Marco Annio Vero |                                    |  |  |       |  |  |                          |  |  |                        |  |
|                                  |                            | Rupilia Faustina         | Lucio Scribonio Rupilio Frugi Bono |  |  |       |  |  |                          |  |  |                        |  |
|                                  |                            | Rupilia Faustina         | Lucio Scribonio Rupilio Frugi Bono |  |  |       |  |  |                          |  |  |                        |  |
|                                  |                            | Rupilia Faustina         | Salonina Matidia                   |  |  |       |  |  |                          |  |  |                        |  |
|                                  |                            | Rupilia Faustina         |                                    |  |  |       |  |  |                          |  |  |                        |  |